# Kish Air
Kish Air (перс. کیش ایر‎) — авиакомпания из Ирана. Осуществляет международные, внутренние и частные перевозки, базируется в аэропорте Мехрабад (Тегеран).

## История
Авиакомпания Kish Air была основана 16 декабря 1989 года и в том же году начала работать. Для осуществления перевозок после получения временной лицензии авиакомпания арендовала Ту-134 и Ан-24 у Bulgaria Airlines. В дальнейшем Kish Air арендовала самолёты у российских авиакомпаний. Уже через один год Kish Air получила сертификат авиаперевозчика («air operator certificate») от Управления гражданской авиации Ирана. В 1992 компания была на грани банкротства, было сменено руководство и дела авиакомпании стабилизировались. К 1999 году дела компании улучшились настолько, что ею был приобретён первый собственный самолёт — Ту-154. На 2007 год в компании работало 303 человека.

## Флот
К декабрю 2016 года  флот авиакомпании состоит из 14 самолётов:
- Airbus A320 — 2
- Airbus A321 — 2
- Fokker 100 — 3
- McDonnell Douglas MD-83 — 3
- McDonnell Douglas MD-82 — 4

## Перспективы развития флота
Есть намерения компании приобрести до 15 самолётов Ту-204СМ, предназначенных для перевозки пассажиров и грузов на магистральных авиалиниях.

## Направления

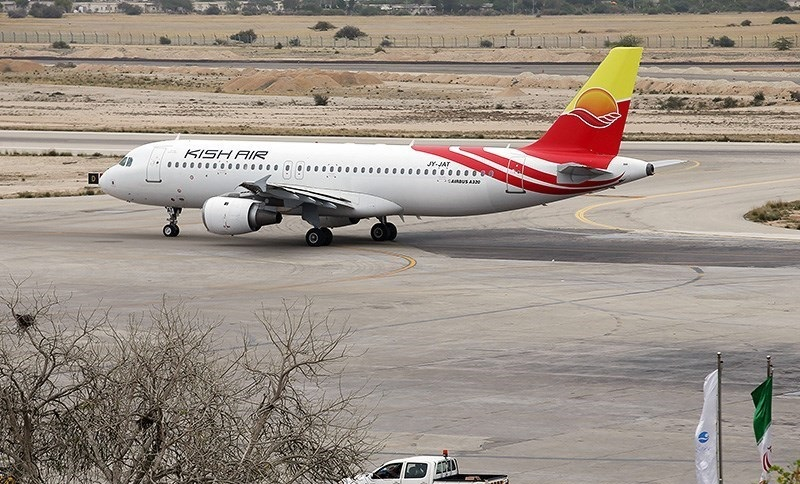
Airbus A320 в Мехрабаде

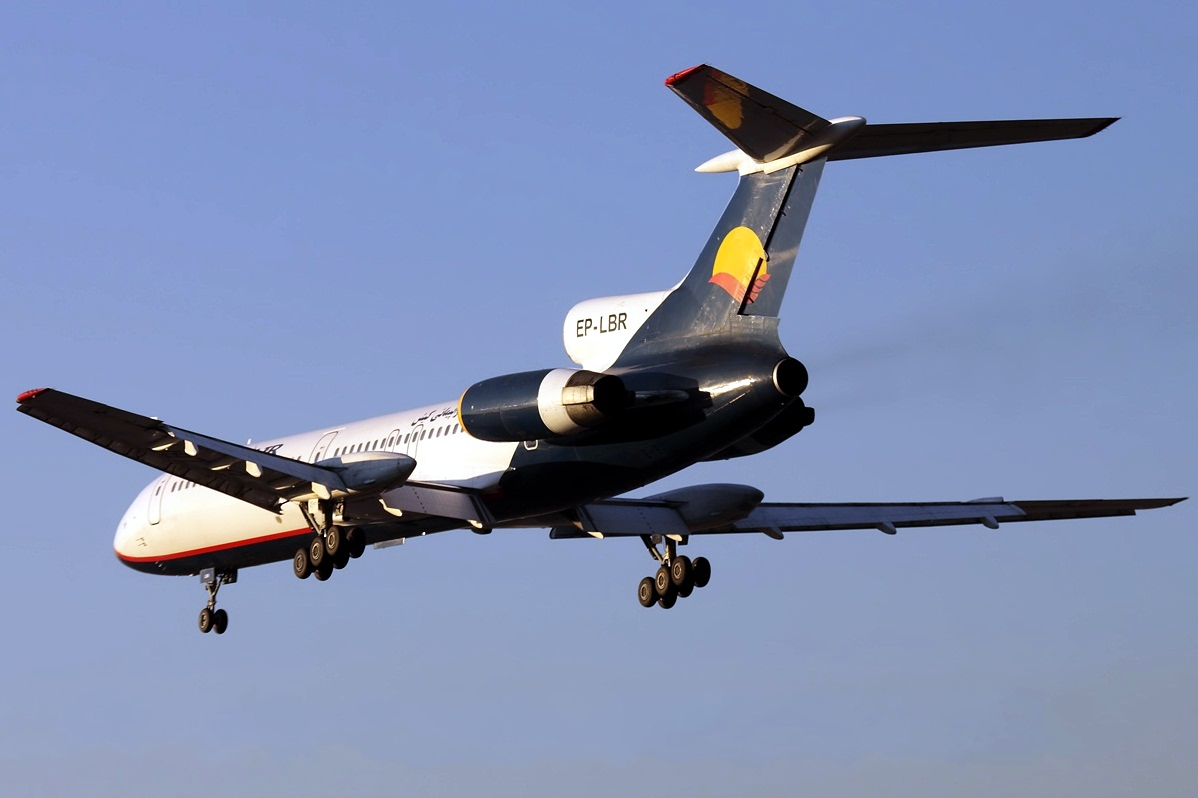
Ту-154М авиакомпании в заходе на посадку в международном аэропорту Мехрабад (Тегеран)

Kish Air осуществляет регулярные рейсы по следующим направлениям (январь 2011):
- Иран
  - Абадан — аэропорт Абадан
  - Абу-Муса — аэропорт Абу-Муса
  - Ахваз — аэропорт Ахваз
  - Ассалуйе — аэропорт Ассалуйе
  - Бендер-Аббас — аэропорт Бендер-Аббас
  - Хамадан — аэропорт Хамадан
  - Исфахан — Международный аэропорт Исфахан
  - Керман — аэропорт Керман
  - Киш — аэропорт Киш
  - Mahshahr
  - Мешхед — Международный аэропорт Мешхед
  - Кешм — Международный аэропорт Кешм
  - Имамшехр — Шахруд
  - Шехре-Корд — аэропорт Шехре-Корд
  - Шираз — Международный аэропорт Шираз
  - Тебриз — Международный аэропорт Тебриз
  - Тегеран — Мехрабад (аэропорт) (хаб)
  - Зенджан — аэропорт Зенджан
- Сирия
  - Дамаск — Международный аэропорт Дамаск
- Турция
  - Стамбул — Международный аэропорт имени Ататюрка
- Объединённые Арабские Эмираты
  - Дубай — Дубай
  - Шарджа — Шарджа
- Азербайджан
  - Баку — Аэропорт имени Гейдара Алиева

## Происшествия
- 19 сентября 1995 года — угнан самолёт выполнявший рейс 707, угонщик приземлился в Израиле, где и был арестован.
- 10 февраля 2004 года — в аэропорту Шарджа разбился Fokker 50 выполнявший рейс 7170, погибло 43 из 46 пассажиров.